# سعيد المراشدة
سعيد جمعة محمد المراشدة مواليد 10 أغسطس 1997، لاعب كرة قدم إماراتي يجيد اللعب في الظهير الأيمن والجناح الأيمن مع نادي البطائح.
لعب في الفئات السنية نادي اتحاد كلباء ولعب في الفريق الأول و لعب بعدها مع نادي دبا الفجيرة ونادي البطائح.

## روابط خارجية
- سعيد المراشدة على موقع Soccerway.com (الإنجليزية)